# آواگ پطروسیان
آواگ گغامی پطروسیان (ارمنی: Ավագ Գեղամի Պետրոսյան؛  زادهٔ ۱۶ مارس ۱۹۱۲ - درگذشته ۵ نوامبر ۲۰۰۰) خواننده اهل ارمنستان بود.

## زندگی‌نامه
وی در ۱۶ مارس ۱۹۱۲ در کاماریس به دنیا آمد و از کنسرواتوار مسکو و کنسرواتوار دولتی کومیتاس ایروان فارغ‌التحصیل گشت. وی همچنین برنده جوایزی همچون هنرمند مردمی ارمنستان شوروی شد. وی در ۵ نوامبر ۲۰۰۰ در سن ۸۸ سالگی در ایروان درگذشت.

## نگارخانه

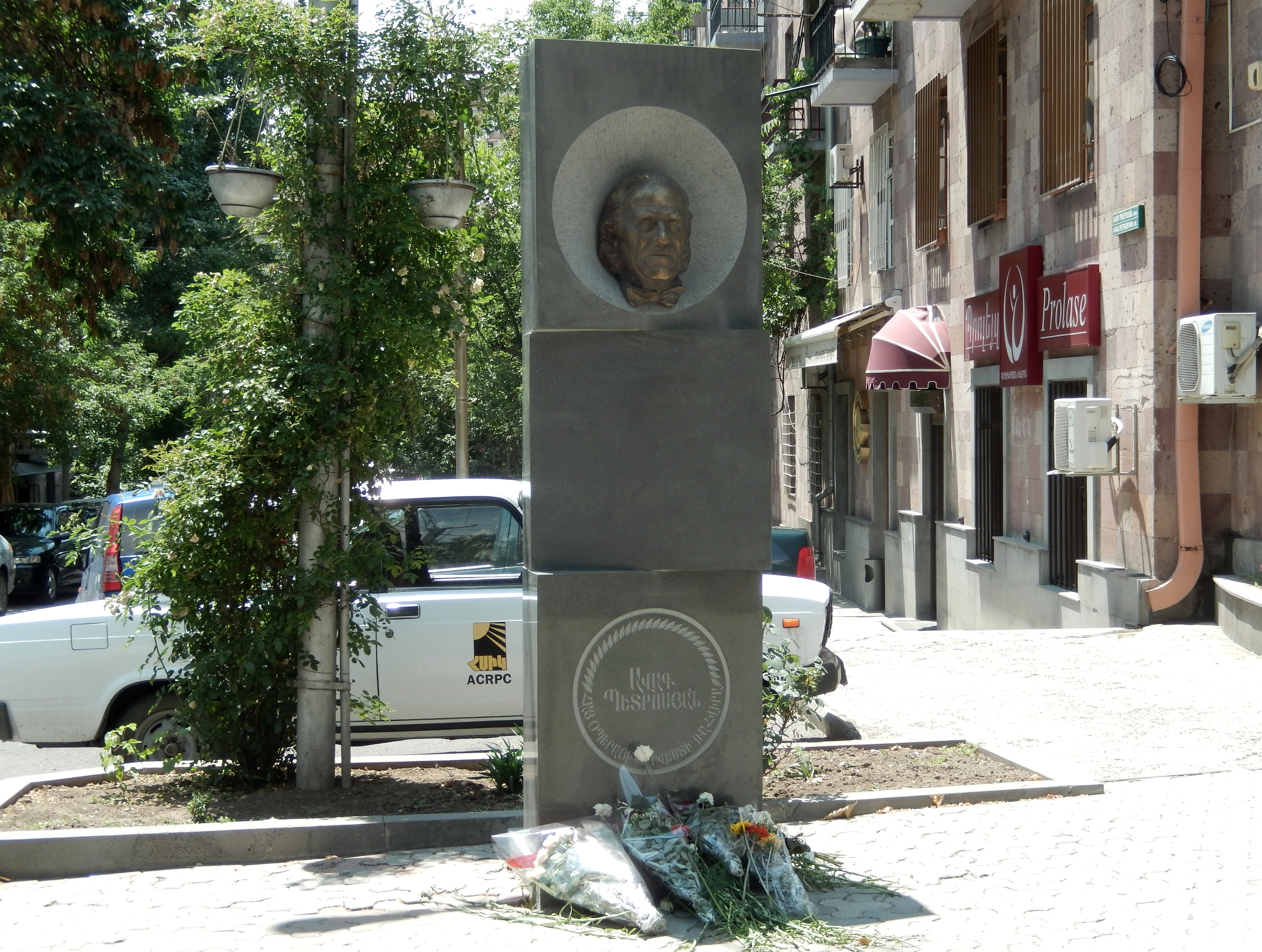